# Tên lửa không đối không

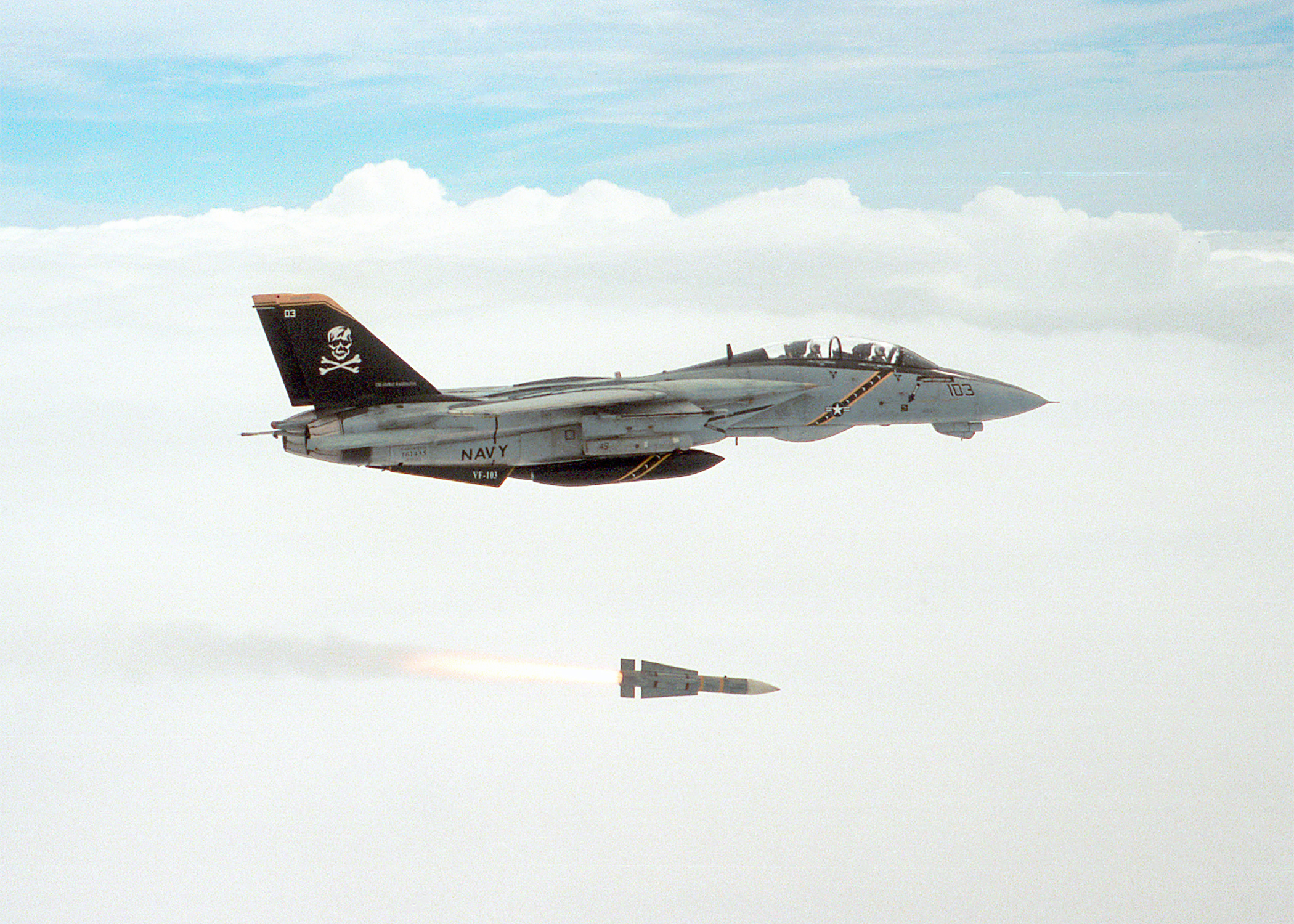
Một tên lửa tầm dài không đối không AIM-54 Phoenix của Hải quân Hoa Kỳ phóng từ máy bay chiến đấu F-14 Tomcat.

Tên lửa không đối không (air-to-air missile: AAM) là tên lửa dẫn hướng được bắn từ một máy bay để tiêu diệt máy bay khác. Nó được đẩy bằng một hay nhiều động cơ, thường sử dụng nhiên liệu đẩy dạng rắn hoặc lỏng.

## Dẫn hướng
Tên lửa dẫn hướng hoạt động theo nguyên lý phát hiện mục tiêu (thông thường bằng ra đa hoặc hồng ngoại, đôi khi cũng sử dụng Lazer hoặc quang học) sau đó tự động dẫn đến mục tiêu.
Mục tiêu bị phá hủy hay bị hỏng do sức công phá của đầu đạn tên lửa, đầu đạn này khi nổ tạo ra các mảnh văng và các sản phẩm nổ như sóng xung kích, sóng nổ.

### Dẫn hướng bằng rada
Dẫn hướng radar thường được sử dụng cho tên lửa tầm trung và tên lửa tầm xa ở các địa hình tín hiệu hồng ngoại của mục tiêu quá yếu để có thể sử dụng hồng ngoại để bắt tín hiệu. Có hai phương pháp dẫn hướng rada thường được sử dụng là: dẫn hướng chủ động và dẫn hướng bán chủ động.
Tên lửa dẫn hướng bằng rada chủ động có hệ thống rada riêng để phát hiện và bám mục tiêu. Tuy vậy cỡ của rada bị hạn chế do đường kính của tên lửa loại này thường nhỏ, do đó nó sử dụng phương pháp khác, thường là bằng phương pháp dẫn quán tính để tiếp cận mục tiêu trước khi rada được kích hoạt.
Tên lửa dẫn hướng bằng rada bán chủ động đơn giản hơn và được dùng phổ biến hơn. Chúng hoạt động theo nguyên lý: các rada được đặt trên máy bay phát sóng đến mục tiêu, các sóng phản xạ từ mục tiêu sẽ được bộ thu nhận tín hiệu đặt trong tên lửa bắt được, các tín hiệu này sẽ chuyển thành các lệnh để điều khiển tên lửa bám và dẫn nó đến mục tiêu.

### Dẫn hồng ngoại
Với tên lửa Dẫn hướng hồng ngoại (IR), việc dẫn hướng dựa trên năng lượng (sức nóng) phát ra từ máy bay mục tiêu. Việc phát hiện mục tiêu bằng hồng ngoại trước đây kém nhạy do vậy chỉ có thể phát hiện và bám được những máy bay có lượng xả khí lớn. Do vậy việc tấn công mục tiêu phải có thủ thuật tấn công từ phía sau mục tiêu. Điều này cũng làm hạn chế tầm bắn của tên lửa.
Các tên lửa dẫn hướng bằng hồng ngoại loại hiện đại có thể phát hiện được sức nóng của vỏ máy bay do việc cọ xát với không khí để thêm vào các tín hiệu yếu ớt từ động cơ phát ra khi nó tiếp cận máy bay mục tiêu từ phía trước hoặc từ cạnh. Do vậy làm tăng khả năng bắt được mọi tín hiệu.
Một máy bay mục tiêu có thể tự vệ chống lại tên lửa dẫn hướng hồng ngoại bằng cách thả những đám lửa nóng hơn sức nóng của máy bay làm tên lửa bị nhiễu loạn và dẫn nó đến các đám lửa nóng thay vì dẫn đến mục tiêu. Cách làm nhiễu khác cũng được sử dụng.
Tuy nhiên loại tên lửa phát triển gần đây nhất ASRAAM sử dụng bộ tìm kiếm "ảnh nhiệt" hồng ngoại có thể nhìn thấy mục tiêu (giống như các camera kỹ thuật số) do đó có thể phân biệt mục tiêu là máy bay mục tiêu với các nguồn nóng khác như các đám cháy. Chúng cũng có đặc điểm là góc phát hiện mục tiêu rất rộng nên có thể tấn công máy bay đối phương từ bất kỳ góc độ nào không cần phải chọn điểm phóng tên lửa.

### Hệ dẫn quang điện
Một phương pháp dẫn hướng phát triển gần đây là sử dụng hình ảnh quang điện. Israel Python-5 Lưu trữ ngày 15 tháng 7 năm 2006 tại Wayback Machine đã sử dụng bộ tìm kiếm quang điện để dò tìm tín hiệu. Một khi phát hiện được mục tiêu tên lửa sẽ được kích hoạt để tiêu diệt mục tiêu.

## Thiết kế
Thân của tên lửa không đối không có dạng hình trụ dài, đường kính nhỏ làm giảm lực cản không khí khi nó bay ở tốc độ cao và tăng tầm bắn cho tên lửa.
Phía trước của tên lửa là bộ tìm kiếm phát hiện mục tiêu bằng rada hay hồng ngoại, phía sau có hệ thống cánh lái để điều khiển quỹ đạo bay của tên lửa. Phần giữa của tên lửa là đầu đạn nhồi thuốc nổ mạnh, khối lượng thuốc nổ khoảng vài kg. Phía đuôi của tên lửa là hệ thống đẩy bằng động cơ phản lực thông thường là dùng thuốc phóng rắn, với các tên lửa tầm dài thì có thể dùng thuốc đẩy dạng lỏng để tăng tầm cho tên lửa.

## Tầm hoạt động của tên lửa
Tên lửa tự dẫn thường có tầm hoạt động lớn. Tầm hoạt động hiệu quả của tên lửa phụ thuộc vào nhiều yếu tố như: độ cao mục tiêu, tốc độ, vị trí và hướng bay của máy bay mang tên lửa và mục tiêu. Ví dụ, tên lửa Vympel R-77 có tầm hoạt động là 180 km. Nhưng tầm này chỉ đạt được khi nó tấn công mục tiêu ở tọa độ cao, và máy bay mang tên lửa bay với tốc độ trên 2 Mach. Với các mục tiêu bay ở tọa độ thấp và máy bay mang tên lửa bay với tốc độ dưới 1 Mach, tầm hoạt động sẽ giảm đi rất nhiều, thường giảm tới 75%, xuống còn 45 km. Tầm hoạt động hiệu quả của tên lửa cũng được hiểu là "vùng không trốn thoát".

## Sự thực hiện
Một số khái niệm liên quan đến việc thực hiện nhiệm vụ của tên lửa

### Vùng phóng thành công
Vùng phóng thành công là khoảng cách tối đa từ máy bay đến máy bay địch mà tên lửa phóng ra diệt được mục tiêu.

## Danh sách các tên lửa không đối không

### Hoa Kỳ
- AIM-4 Falcon - Ra đa (hồng ngoai)
- AIM-7 Sparrow - Tầm trung, rada bán chủ động
- AIM-9 Sidewinder - Tầm ngắn, sử dụng hồng ngoại
- AIM-54 Phoenix - Tầm xa, sử dụng rada bán chủ động
- AIM-120 AMRAAM - Tầm trung, rada chủ động, thay thế cho AIM-7 Sparrow

### Nga/Xô Viết
- Kaliningrad K-5 (NATO gọi AA-1 'Alkali')
- Vympel K-13 (NATO gọi AA-2 'Atoll')
- Kaliningrad K-8 (NATO gọi AA-3 'Anab')
- Raduga K-9 (NATO: AA-4 'Awl')
- Bisnovat R-4 (NATO: AA-5 'Ash')
- Bisnovat R-40 (NATO: AA-6 'Acrid')
- Vympel R-23 (NATO: AA-7 'Apex')
- Molniya R-60 (NATO: AA-8 'Aphid')
- Vympel R-33 (NATO: AA-9 'Amos')
- Vympel R-27, Vympel R-73, Vympel R-77, Vympel R-37
- Novator KS-172 AAM-L - Tầm xa, dẫn hướng quán tính

### Trung Quốc
- PL-1
- PL-2(Vympel K-13
- PL-3 - Cải tiến từ PL-2.
- PL-5 - Phát triển từ PL-2, các thế hệ tiếp: PL-5A, PL-5B,PL-5C, PL-5E
- PL-7
- PL-8
- PL-9
- PL-10
- PL-11, các thế hệ tiếp: PL-11 - MRAAM, PL-11B
- PL-12
- TY-90

### Anh
- Fireflash - Tầm ngắn
- Firestreak - Tầm ngắn, sử dụng hồng ngoại
- Red Top - Tầm ngắn, sử dụng hồng ngoại
- Skyflash - Tầm trung, dẫn hướng bằng rada.
- AIM-132 ASRAAM - Tầm ngắn, dẫn hướng bằng hồng ngoại.

### Pháp
- R.550 Magic - Tầm ngắn, dẫn hướng bằng hồng ngoại.
- Matra Magic II - Dẫn hướng bằng hồng ngoại.
- Super 530D - Tên lửa tầm trung, dẫn hướng bằng rada.
- MBDA MICA - Tầm ngắn, dẫn hướng bằng hồng ngoại.

### Đức
- Ruhrstahl X-4
- Henschel Hs 298
- MBDA Meteor
- IRIS-T

### Các nước khác
- Astra missile (Ấn Độ) Tên lửa tầm xa, đang thử nghiệm.
- Mectron MAA-1 Piranha(Brazil) - Tầm ngắn sử dụng hồng ngoại.
- Al Humurrabi (Iraq) - Tầm xa, sử dụng rada bán chủ động.
- Python 5,Python 3,Python 4, Derby của Israel.
- Alenia Aspide (Ý)
- Sarab 1, SD 10,PL-9 (Pakistan)